# 北海道道881号ホロカヤントー線

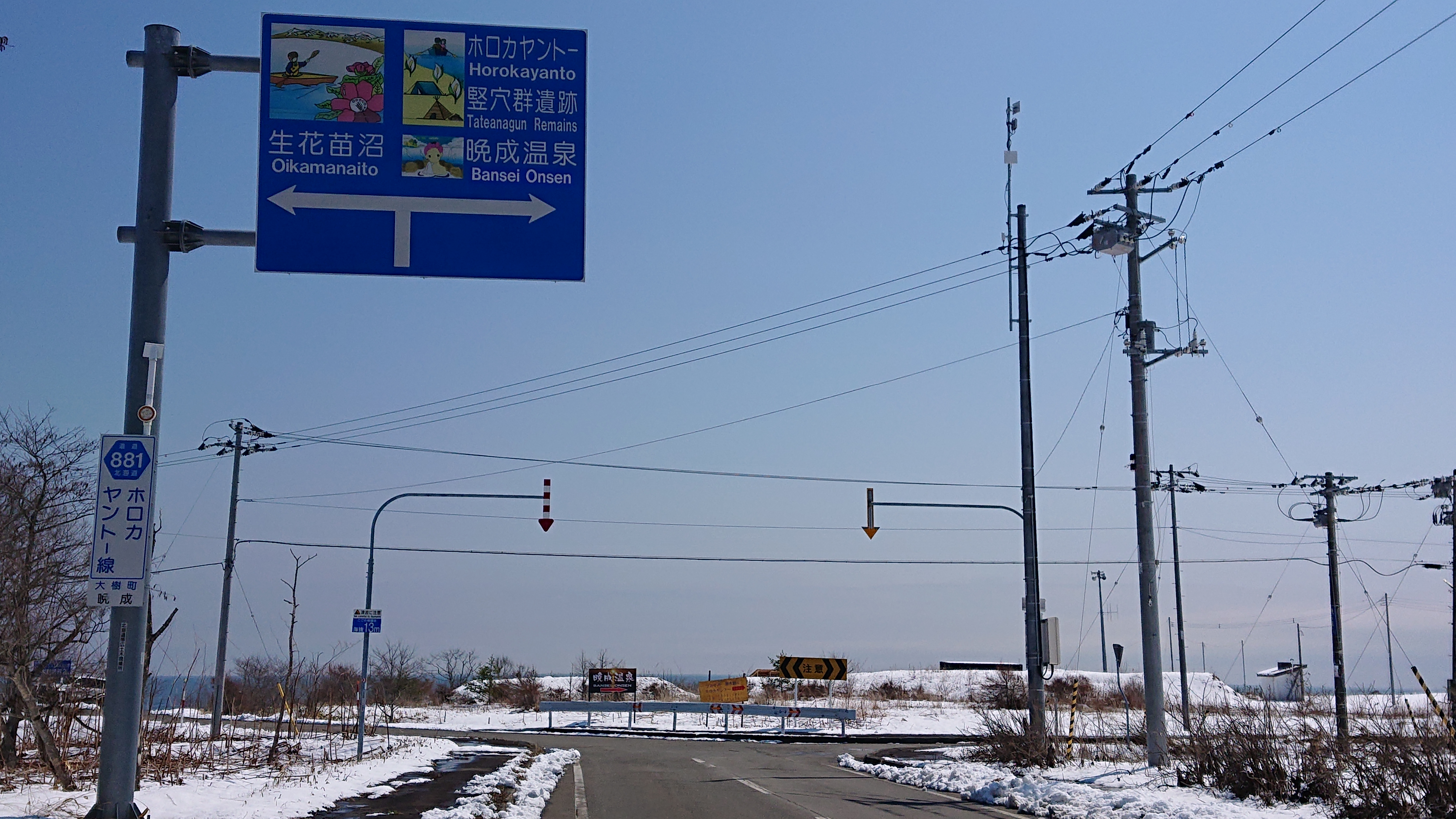
北海道道881号ホロカヤントー線（大樹町晩成）

北海道道881号ホロカヤントー線（ほっかいどうどう881ごう ホロカヤントーせん）は、北海道広尾郡大樹町内を結ぶ一般道道である。

## 概要

### 路線データ
- 起点：北海道広尾郡大樹町字晩成
- 終点：北海道広尾郡大樹町字晩成（国道336号上）
- 総距離：11.8 km

## 歴史
- 1976年（昭和51年）3月31日 - 路線認定[1]。
- 1991年（平成3年）10月8日 - ルート変更[2]

## 地理

### 通過する自治体
- 十勝総合振興局
  - 広尾郡大樹町

### 主な接続道路
大樹町
- 北海道道319号生花大樹線 - 生花
- 国道336号 - 晩成（終点）

### 沿線にある施設など
大樹町
- ホロカヤントウ沼（ホロカヤントー） - 晩成
- 晩成温泉 - 晩成